# Соич, Олег Владиславович
Олег Владиславович Соич (25 декабря 1915, село Андреевка, Таврическая губерния, Россия — 29 сентября 1975, Харьков, СССР) — советский государственный деятель. Председатель совнархоза Харьковского административного экономического района, председатель совнархоза Донецко-Приднепровского экономического района, депутат Верховного совета СССР.

## Биография
Родился в 1915 году в селе Андреевке Таврической губернии (ныне с. Желябовка АР Крым). В 1934 году окончил Бердянский техникум сельскохозяйственного машиностроения, работал на Крюковском вагоностроительном заводе.
С 1938 года учился на вечернем отделении Брянского машиностроительного института и работал на Брянском машиностроительном заводе. Во время войны находился в эвакуации в Энгельсе. Работал на Энгельсском заводе транспортного машиностроения, затем в 1942—1950 годах работал на Саратовском подшипниковом заводе. После окончания в 1950 году Саратовского автодорожного института был назначен главным инженером Харьковского подшипникового завода (8 ГПЗ), затем в 1955 году — директором Харьковского подшипникового завода.
С 1960 года по 19 сентября 1963 года занимал должность председатель совнархоза Харьковского административного экономического района, а с 19 сентября 1963 года по 23 октября 1965 года — председателя совнархоза Донецко-Приднепровского экономического района. В октябре 1965 года назначен директором Харьковского завода транспортного машиностроения имени В. А. Малышева, оставался на этой должности до своей смерти.
Член КПСС с 1945 года, член ЦК КП Украины с 30 сентября 1961 года, депутат Верховного совета СССР 6, 7, 8, 9 созывов.
Умер 29 сентября 1975 года. Похоронен на кладбище № 2 в Харькове.
Ленинская премия 1967 года — за участие в создании танка Т-64.
В честь Олега Соича названы: база отдыха на берегу Печенежского водохранилища и улица в Харькове.